# Холуденево
Хо́луденево — деревня в Раменском муниципальном районе Московской области. Входит в состав сельского поселения Софьинское. Население — 31 чел. (2010).

## Название
В письменных источниках упоминается как Хлуденева (1577 год), Хлудинова (1774 год), Хлуднево (1852 год), Хлуденево (1862 год), Хлуднево (1911 год), с 1926 года — Холуденево. Название связано с некалендарным личным именем Хлудень.

## География
Деревня Холуденево расположена в западной части Раменского района, примерно в 10 км к юго-западу от города Раменское. Высота над уровнем моря 142 м. В 2,5 км к востоку от деревни протекает река Москва.Ближайший населённый пункт — деревня Бритово.

## История
В 1926 году деревня входила в Бритовский сельсовет Велинской волости Бронницкого уезда Московской губернии.
С 1929 года — населённый пункт в составе Раменского района Московского округа Московской области.
До муниципальной реформы 2006 года деревня входила в состав Тимонинского сельского округа Раменского района.

## Население
| 1926 | 2002 | 2010 |
| ---- | ---- | ---- |
| 130  | ↘15  | ↗31  |

В 1926 году в деревне проживало 130 человек (55 мужчин, 75 женщин), насчитывалось 28 крестьянских хозяйств. По переписи 2002 года — 15 человек (4 мужчины, 11 женщин).